# Immanuel Quickley
Immanuel Jaylen Quickley (ur. 17 czerwca 1999 w Havre de Grace) – amerykański koszykarz, występujący na pozycji rozgrywającego, obecnie zawodnik Toronto Raptors.
W 2016 wystąpił w turnieju Adidas Nations, zajmując w nim szóste miejsce. Rok później zdobył już złoto, podczas tej samej imprezy. W 2018 wystąpił w meczu gwiazd amerykańskich szkół średnich McDonald’s All-American oraz obozie Allen Iverson Roundball Classic.

## Osiągnięcia
Stan na 10 lipca 2021, na podstawie, o ile nie zaznaczono inaczej.
NCAA
- Uczestnik rozgrywek Elite 8 turnieju NCAA (2019)
- Mistrz sezonu regularnego konferencji Southeastern (SEC – 2020)
- Koszykarz roku SEC (2020)[4]
- Zaliczony do:
  - I składu SEC (2020)
  - honorable mention All-American (2020 przez Associated Press)
- zawodnik kolejki SEC (13.01.2020, 24.02.2020, 2.03.2020)

NBA
- Zaliczony do II składu debiutantów NBA (2021)[5]

Reprezentacja
- Mistrz świata U–17 (2016)
- Brązowy medalista mistrzostw świata U–19 (2017)